# Octavio Dazzan
Octavio Dazzan (Quilmes, 2 gennaio 1958 – Quilmes, 16 gennaio 2024) è stato un pistard argentino naturalizzato italiano.
Fu tre volte campione europeo su pista nella velocità, mentre ai campionati del mondo fu oro da Juniores a Losanna in Svizzera nella Velocità, tre volte medaglia d'argento nel keirin, e una volta argento e due volte bronzo nella velocità.

## Biografia
Il padre Luigi era originario di Palazzolo dello Stella. Iniziò la sua carriera nel suo paese natale conquistando il titolo mondiale Juniores di velocità nel 1975 (correndo per l'Argentina). In Italia indossò la maglia azzurra per quattordici stagioni. Al secondo anno da Juniores (1976) diventò campione italiano. Passò fra i dilettanti fino a partecipare ai Giochi della XXII Olimpiade di Mosca, dove finì ottavo nella finale di velocità.
Da professionista (1981-1989) ottenne nove titoli italiani: cinque nella velocità (1982, 1983, 1984, 1985 e 1987), tre nel keirin (1982, 1983 e 1986) e uno nella velocità indoor (1982). Conquistò anche tre titoli europei sempre nella velocità (1983, 1984 e 1986), ma non riuscì a conquistare il titolo mondiale nonostante sette partecipazioni. Ai mondiali conquistò quattro argenti e due bronzi.
Fu direttore sportivo di due squadre ciclistiche giovanili nel torinese.
Morì a Quilmes il 16 gennaio 2024 all'età di 66 anni.

## Palmarès

### Pista
- 1974

Campionati panamericani, Chilometro a cronometro
Campionati panamericani, Velocità
- 1975

Campionati argentini, Chilometro a cronometro
Campionati mondiali, Velocità Juniores
- 1982

Campionati italiani, Velocità
Campionati italiani, Keirin
- 1983

Campionati italiani, Velocità
Campionati italiani, Keirin
Campionati europei, Velocità
- 1984

Campionati italiani, Velocità
Campionati europei, Velocità
Pirelli Keirin Track Race (Leicester)
- 1985

Campionati europei, Velocità
Campionati italiani, Velocità
- 1986

Campionati europei, Velocità
Campionati italiani, Keirin
- 1987

Campionati italiani, Velocità

## Piazzamenti

### Competizioni mondiali
- Campionati del mondo di ciclismo su pista

Losanna 1975 - Velocità Juniores:  vincitore
Monaco di Baviera 1978 - Velocità Dilettanti: 4º
Leicester 1982 - Velocità: 6º
Leicester 1982 - Keirin: 9º
Zurigo 1983 - Velocità: 3º
Barcellona 1984 - Velocità: 2º
Barcellona 1984 - Keirin: 2º
Bassano del Grappa 1985 - Velocità: 3º
Bassano del Grappa 1985 - Keirin: 2º
Gand 1988 - Keirin: 2º
- Giochi olimpici

Mosca 1980 - Velocità: 8º

### Competizioni europee
- Campionati europei

Germania 1981 - Velocità: 3°
Italia 1983 - Velocità: vincitore
Austria 1984 - Velocità: vincitore
Svizzera 1985 - Velocità: 2°
Svizzera 1986 - Velocità: vincitore